# John l'Enfer
John l'Enfer est un roman de Didier Decoin publié le 1er septembre 1977 aux éditions du Seuil et ayant obtenu le prix Goncourt la même année.

## Résumé
John l'Enfer est un Cheyenne, qui travaille à New York au milieu des années 1970 comme laveur de carreaux sur les gratte-ciel, en raison de sa faible propension au vertige liée à son appartenance ethnique. Ultra-sensible et taiseux, il pressent qu'une « lèpre » ronge les immeubles de la ville qui menacent de s'effondrer à tout moment. À la suite d'une nouvelle chute de l'un de ses collègues laveurs due aux économies faites sur la sécurité par la société qui les emploie, John l'Enfer fait la rencontre dans un hôpital de Dorothy Kayne, belle jeune femme qu'un accident de surf a rendue aveugle, au moins temporairement. Immédiatement attiré par elle et maîtrisant à peine ses pulsions, il réussit toutefois à lier connaissance et finit par l'aider pour sa sortie d'hôpital, lui proposant par lettre d'être son « chien d'aveugle ».
Contre toute attente, Dorothy accepte – ne voulant pas se retrouver seule sur le campus de l'université Columbia où elle enseigne la sociologie – mais se fait accompagner par Ashton Mysha, un capitaine en second de navire de croisière d'origine juive-polonaise, cloué à quai par une appendicite, qu'elle vient également de rencontrer à l'hôpital. Finalement, le trio improbable se constitue et s'installe dans un équilibre étrange dans la maison de l'Indien, qui vient de plus de perdre son travail. Tous trois suivent la décadence de la ville, sa pourriture qui remonte à la surface, la guerre et la corruption des édiles, les luttes de classe et les rapports ethniques, la drogue qui ronge les plus faibles et pour finir l'arrivée massive des chiens qui prennent d'assaut la mégalopole signalant, selon les vieux textes de Babylone, la survenue imminente d'une catastrophe, au sens littéral.

## Réception critique
Le roman est inclus par la critique dans une trilogie informelle regroupant Abraham de Brooklyn (1971) et Un policeman (1975) dans laquelle l'auteur s'interroge sur la « condition humaine » basée sur « la fuite en avant, une recherche de la paternité [et une] quête de l'absolu. Pour Janine Matillon, John l'Enfer est le « roman de l'Apocalypse » qui répond au « livre de la Genèse » qu'est Abraham de Brooklyn.

## Éditions
- Éditions du Seuil, 1977  (ISBN 2020046695).
- Éditions Points no 221, 1985, rééd. 1996,  (ISBN 978-2020285889), 380 p.